# ایستگاه چیبا

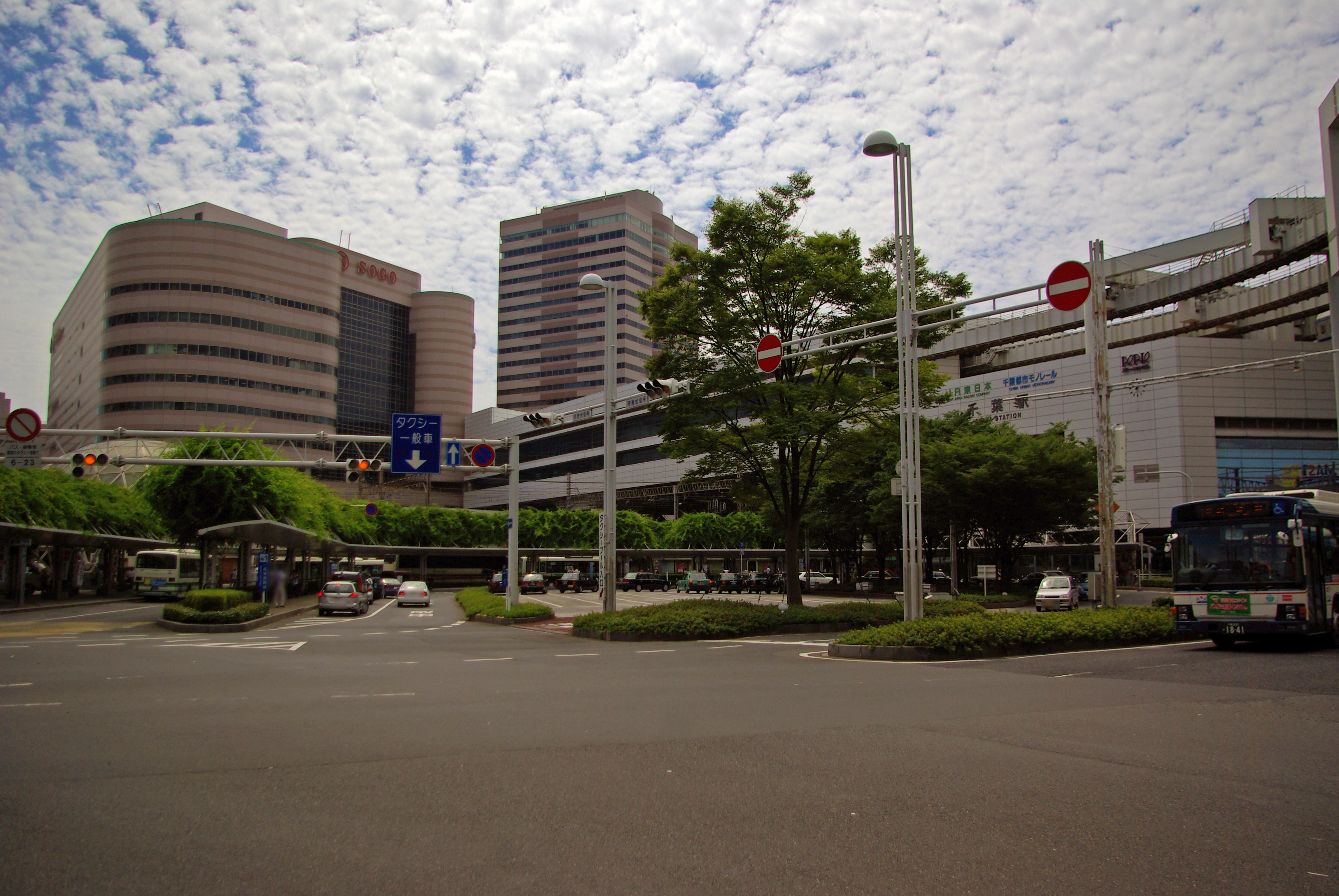
ایستگاه چیبا.

ایستگاه چیبا (به ژاپنی: 千葉駅, Chiba-eki) ایستگاهی است که در شهر چیبا در استان چیبا در ژاپن واقع شده‌است. چیبا یک ایستگاه از ایستگاه‌های شرکت راه‌آهن شرق ژاپن یا شرکت راه‌آهن شرق ژاپن، و مونوریل چیبا به شمار می‌آید. 

## خط‌هایی که در ایستگاه چیبا توقف دارند
- جی‌آر
  - خط سوبو
  - خط چوئو-سوبو
  - خط تندروی سوبو
  - خط سوتوبو
  - خط اوچیبو
- مونوریل چیبا
  - خط شماره یک
  - خط شماره دو